# Arthroplea
Arthroplea is een geslacht van haften (Ephemeroptera) uit de familie Heptageniidae.

## Soorten
Het geslacht Arthroplea omvat de volgende soorten:
- Arthroplea bipunctata
- Arthroplea congener